# 弗卢朗斯
弗卢朗斯（法語：Flourens，法語發音：[fluʁɛ̃s]）是法国上加龙省的一个市镇，属于图卢兹区。

## 地理
弗卢朗斯（43°35'43"N, 1°33'46"E）面积9.74 平方千米，位于法国奧克西塔尼大區上加龙省，该省份为法国西南部内陆省份，西南端与西班牙接壤，自此顺时针与上比利牛斯省、热尔省、塔恩-加龙省、塔恩省、奥德省和阿列日省接壤。
与弗卢朗斯接壤的市镇（或旧市镇、城区）包括：潘巴尔马、巴尔马、德雷米勒-拉法日、蒙斯、坎特-丰瑟格里沃。

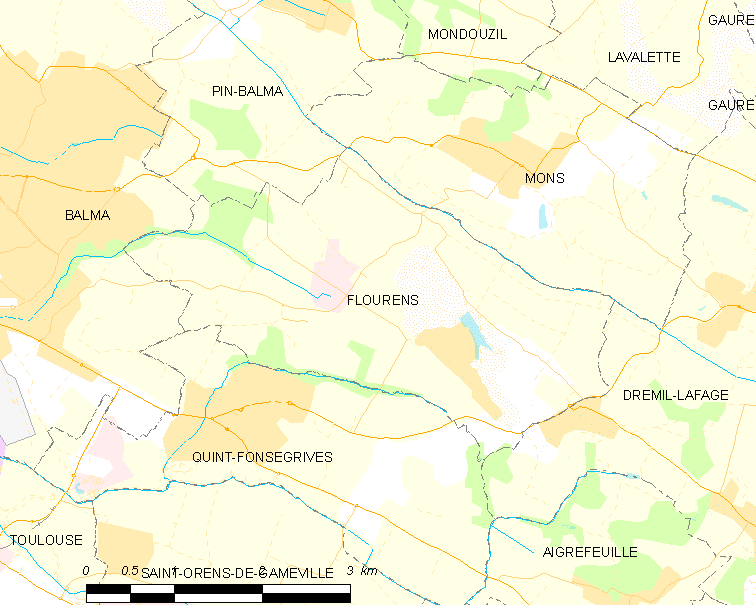
弗卢朗斯的OSM定位图

弗卢朗斯的时区为UTC+01:00、UTC+02:00（夏令时）。

## 行政
弗卢朗斯的邮政编码为31130，INSEE市镇编码为31184。

## 政治
弗卢朗斯所属的省级选区为图卢兹第十县。

## 人口

1962-2008年间弗卢朗斯人口变化图示

弗卢朗斯于2022年1月1日时的人口数量为2073人。